# Покољ у банијским селима
Покољ у банијским селима се односи на масовно убиство банијских Срба од стране хрватских снага 22. августа 1991. у неколико села у региону Баније.

## Позадина
У пролеће 1991. године почео је оружани сукоб у Хрватској и неколико села у близини Сиска, укључујући Блињски Кут и Кињачку. Дана 22. августа 1991. године, у раним јутарњим часовима припадници МУП-а и ЗНГ-а извели су напад на већински српска села Блињски Кут, Кињачка Горња, Кињачка Доња, Блињска Греда, Бестрма, Трњане, Чакала и Брђане, насумице пуцајући на локално становништво. Том приликом убили су 15 српских цивила, просечне старости 48 година, и више десетина ранили, саопштио је Документационо-информациони центар Веритас.
Најмлађа међу убијенима је Жељка Боиновић (23), по занимању текстилна радница, која је упуцана кроз прозор у соби у Трњанима у кући њеног деде Милоша Вранешевића. Сви убијени, осим Жељке, били су ожењени. Иза њих је остало 32 деце, 18 синова и 14 ћерки.
Након овога догађаја, Срби из цапрашких српских села више нису одлазили на посао у Сисак, већ су организовали одбрану својих села и кућа, а ускоро су формирали и општину коју су назвали Цапраг, по подручју на којем се налазе поменута села, са седиштем у Градуси, која је била у саставу Републике Српске Крајине.
До сада нико није кривично одговарао за злочин у цапрашким селима. Кривичну пријаву, коју су поднеле породице убијених против четворице припадника ЗНГ због кривичног дела ратног злочина против цивилног становништва, одбацило је у септембру 2006. Жупанијско државно тужилаштво у Сиску уз образложење „да су њихови рођаци убијени у оружаном сукобу између паравојних група тзв. САО Крајине и Хрватске војске или су колатерална штета тог оружаног сукоба”.
Тужбе за накнаду штете породица убијених хрватски судови су одбили због застарелости и недостатка доказа о суделовању припадника ХВ-а у том догађају, с тим да су породице држави дужне накнадити парничне трошкове који се крећу и до више хиљада евра.
Неки од тих поступака, доспели су и пред Европски суд за људска права у Стразбуру, али их је суд одбацио због истека рока од шест месеци између „последње истражне радње или њихова сазнања о неефикасности истраге на националном нивоу” и подношења захтева том суду.
Према Веритасовим подацима, у Сиску и околним местима, у лето и јесен 1991. године, ликвидирано је најмање 118 лица српске националности, од чега 97 цивила, међу којима 11 жена. Од укупног броја ликвидираних тек их је 40 сахрањено, а за посмртним остацима осталих и даље се трага, наведено је у саопштењу.